# Бок фан Блерк
Бок фан Блерк (*30 березня 1978) — південноафриканський вокаліст, який співає мовою африкаанс. Став відомим у 2006 році після того, як виконав пісню Сіна Елса і Йохан Форстера «Де ла Рай». Пісня одразу стала хітом.

## Ранні роки і кар'єра
Фан Блерк вступив до Hoërskool Die Wilgers (школи) у Преторії.. Після закінчення навчання працював за кордоном.
У березні 2006 року, Фан Блерк і Моссіес випустила альбом Jy praat nog steeds my taal(Ти все ще розмовляєш моєю мовою). Той же самий альбом було випущено в жовтні 2006 року під назвою 'De La Rey. Фан Блерк виступає разом з гітаристом Жако Мансом (іноді з фан Ман Нікерком), бас-гітаристом Франсуа Кутзіе і барабанщиком Натаном Смітом  .
У 2009 році вийшов альбом "'Afrikanerhart'" ("Серце африканера"). Назву альбому дала однойменна патріотична пісня "Afrikanerhart", присвячена Другій англо-бурській війні і, зокрема битві під Махерсфонтайном.

## Альбоми
«De La Rey» випущений у 2005 р., виробник: Mozi Records, дистриб'ютор: Select Music.
Пісні
1. De la Rey
2. Praat nog steeds my taal
3. Vodka en OJ
4. Hatfield Jol
5. Die Bok kan blêr
6. Lenteblomme
7. So waai die wind
8. Stuk van jou
9. Op Walvisbaai
10. '68 Chevy
11. Katie
12. Girls in bikinis
13. Habana!

Afrikanerhart (Серце африканера)
Випущений у 2009 р.
1. Tyd Om Te Trek
2. Afrikanerhart
3. Super Schalk
4. Brandewyn Het Nie Brieke Nie
5. Jou Pa Is Hier
6. Klaar Met My
7. Die Kaplyn
8. My Angel
9. Die Kleur Van My Vel
10. Seilvisskoffel
11. Boeregirl
12. Miss U.S.A
13. Nooit Weer Gesien Nie
14. Sink of Swem
15. Pa en Seun

## Суспільний резонанс творчості
6 лютого 2007 р. Південноафриканський Департамент мистецтва й культури виступив із заявою щодо пісні «De la Rey» (присвячена Коосу де ла Райу) через її популярність серед африканерів. Департамент вбачає у цій пісні заклик до збройної боротьби  . На деякі концерти певні глядачі приносять старі південноафриканські прапори і прапори Трансваалю Vierkleur. Прапор Оранжевої Вільної держави Vierkleur показано у відеокліпі пісні 'De la Rey'. Там сміливий бурський ополченець йде з цим прапором на британські позиції. Стаття журналу «Huisgenoot» закликала міністра Паллі Джордана утриматися від різких коментарів. У заяві департаменту висловлюється жаль з приводу можливості того, що пісня може бути підхоплена крайньо правими колами, але департамент побажав співакові успіху. Міністр також заявив, що він не має ніяких проблем з діяльністю опозиції, оскільки вона не виходить за рамки закону.
Сам Блерк говорить, що він не ототожнює себе зі старим південноафриканським прапором і не хоче ідентифікуватися з ним. Але він сприяє популяризації мови африкаанс. Так, одного разу вокаліст відмовився від участі в концерті, організованому 94,7 Highveld Stereo радіо, бо не погоджується з його редакційною політикою, яка нехтує музикою мовою африкаанс.  Він також дає зрозуміти, що він не на боці радикальної політичної групи Boeremag, адже не вважає насильство шляхом вирішення проблем. Співак підкреслює, що генерал Де ла Рай був за мир 